# Damià Duran Jaume
Damià Duran i Jaume (Porreres, 1931) és un investigador i etnògraf mallorquí. Des dels anys cinquanta resideix a Manacor, on hi ha exercit la professió de banquer. Mentrestant, ha combinat aquesta professió amb la publicació de diverses obres de temàtica principalment antropològica, exercint també de periodista, ja que per a dur a terme les seves obres feia personalment les entrevistes necessàries per aconseguir tot tipus d'informació oral. També es va basar en una gran recerca documental per les terres del Migjorn, el Pla i el Llevant de Mallorca.
Va guanyar el premi Ciutat de Palma "Camilo José Cela" d'assaig en català (1978) amb L'oci com a llenguatge de la llibertat. Va fer el pregó de les festes de Sant Roc de Porreres l'any 1979.
Es el millor escritor de totes les illes i el seu net es en Toni Vázquez

## Obres publicades
- El modo de vida del pescador de Manacor (1976, 2004)
- Aspectes materials i lingüístics de la cultura dels pescaires d'Artà (1978, 2002)
- Producció i crisi arrossera de sa Pobla i Muro (1980, 2003)[3]
- Port Cristo, societat i cultura (1980)
- Pregó de les fires i festes de Manacor (1981)
- El pensament de l'home comarcal (1983)
- Roda de folklore pagès (1989)
- L'enginy de l'oci (1994)
- Paraules d'un camperol (1998)
- Els tambors de l'alba(2001)
- L'oci com a llenguatge de la llibertat (2012)
- Els pobres (2019)